# Nedlukseak Island
Nedlukseak Island är en ö i Kanada.   Den ligger i territoriet Nunavut, i den östra delen av landet, 2 600 km norr om huvudstaden Ottawa. Arean är 28,2 kvadratkilometer.
Terrängen på Nedlukseak Island är lite kuperad. Öns högsta punkt är 362 meter över havet. Den sträcker sig 13,5 kilometer i nord-sydlig riktning, och 4,3 kilometer i öst-västlig riktning.